# Grbajel
Grbajel je pogranično naselje u Hrvatskoj u sastavu Grada Delnica. Nalazi se u Primorsko-goranskoj županiji.

## Zemljopis
Nalazi se na zapadnoj obali rijeke Kupe. Jugozapadno je Ševalj, južno je Guče Selo, istočno preko rijeke u Sloveniji je Gladloka. Sjeveroistočno su Laze pri Kostelu (Slovenija), sjeverno je slovenski Kuželj, a sjeverozapadno hrvatski Kuželj.

## Stanovništvo
| broj stanovnika | 160   | 150   | 116   | 113   | 100   | 103   | 106   | 98    | 101   | 100   | 72    | 54    | 39    | 21    | 21    | 17    | 11    |
|                 | 1857. | 1869. | 1880. | 1890. | 1900. | 1910. | 1921. | 1931. | 1948. | 1953. | 1961. | 1971. | 1981. | 1991. | 2001. | 2011. | 2021. |